# Puerto Rico en los Juegos Paralímpicos de Seúl 1988
Puerto Rico estuvo representado en los Juegos Paralímpicos de Seúl 1988 por trece deportistas, doce hombres y una mujer.

## Medallistas
El equipo paralímpico puertorriqueño obtuvo las siguientes medallas:
| Nombre            | Deporte   | Evento               |
| ----------------- | --------- | -------------------- |
| Oro               |           |                      |
| Isabel Bustamante | Atletismo | Peso 1B femenino     |
| Plata             |           |                      |
| Isabel Bustamante | Atletismo | Disco 1B femenino    |
| Isabel Bustamante | Atletismo | Jabalina 1B femenino |
| Bronce            |           |                      |
| —                 |           |                      |